# Goglio
Il torrente Goglio è un corso d'acqua della provincia di Bergamo.

## Il corso
Nasce da alcuni laghi delle Alpi Orobie: il Lago Sucotto, il Lago di Aviasco, il lago Nero ed il lago Cernello e confluisce dopo 7 km da destra nel Serio a Gromo, in Val Seriana.
Il corso del torrente è compreso nei comuni di Valgoglio, dal quale prende il nome, e Gromo, e a est del suo letto sono state posate dall'Enel delle condotte dell'acqua non interrate.
Nella parte bassa il torrente scorre attraverso un bosco mentre, più a nord, la vegetazione che lo circonda è composta prevalentemente da erba e fiori e il terreno dove scorre è molto scosceso.

## Storia
Dal XIV fino al XVIII secolo le sue acque furono la forza idraulica per il funzionamento delle fucine, collegate con seriole e chiuse poste lungo il suo corso, per la forgiatura delle armi bianche, dalla località Colarete. Il 1º novembre 1666 una frana staccatasi dal monte Cima Bani, rovinò nel torrente che esondando con il suo carico di massi e piante, distrusse le fucine e quanto era presente sul percorso, spostandone anche l'alveo
Dal 1200 si rilevano documenti che parlano di miniere d'oro sui monti dell'alta Val Seriana, ma è del 1972 la notizia che lungo il corso della Val del Goglio si siano recuperate pagliuzze d'oro, quella che un tempo era considerata una favola divenne una realtà. Questa notizia ha porta il turismo domenicale dei ricercato d'oro attrezzati di pala e setaccio a cercar fortuna lungo il greto del torrente.